# Violetta (colonna sonora)
Violetta è la colonna sonora tratta dall'omonima telenovela.

## Il disco
L'album è stato registrato durante le riprese della prima stagione della serie televisiva. Il primo singolo estratto è stato En mi mundo il 5 aprile 2012 con relativo video ufficiale e in seguito vengono pubblicati altri singoli estratti dall'album.
Pubblicato in America Latina il 5 giugno 2012, arriva in Italia il 12 ottobre 2012 con 16 tracce, due in più rispetto a quella originale in quanto sono presenti le riedizione delle canzoni En mi mundo e Te creo in italiano, la seconda cantata dall'attrice Lodovica Comello. In Spagna è stato pubblicato il 20 novembre 2012.

## Successo commerciale
L'album ha ricevuto il quadruplo disco d'oro in Argentina per aver venduto oltre 180 000 copie e un platino anche in Spagna. Inoltre è diventato disco d'oro in Colombia e Cile, disco di platino in Uruguay e Venezuela. In Messico e Brasile, l'album ha venduto più di 20 000 copie. Ha anche ricevuto una candidatura come "miglior colonna sonora di cinema/televisione" al Premio Gardel.
In Italia l'album è rimasto nella classifica ufficiale per due anni.

## Promozione
Per pubblicizzare l'album in Italia l'attore Ruggero Pasquarelli ha incontrato i fan alla Mondadori di Milano il 27 ottobre 2012.
Le canzoni sono state anche usate nel tour della serie.

## Tracce

### Edizione America Latina
L'edizione latinoamericana contiene 14 tracce.
1. Martina Stoessel – En mi mundo – 3:32 (Sebastian Mellino, Pablo Correa, Ezequiel Bauza)
2. Martina Stoessel, Facundo Gambandé, Artur Logunov, Lodovica Comello e Candelaria Molfese – Algo Suena En Mi – 2:14 (Eduardo Frigerio, Claudio Yuste)
3. Mercedes Lambre, Jorge Blanco, Nicolás Garnier e Alba Rico – Destinada A Brillar – 1:44 (Eduardo Frigerio, Claudio Yuste)
4. Martina Stoessel – Te Creo – 3:59 (Eduardo Frigerio, Claudio Yuste)
5. Jorge Blanco – Voy Por Ti – 2:26 (Sebastian Mellino, Pablo Correa, Ezequiel Bauza)
6. Mercedes Lambre, Facundo Gambandé, Lodovica Comello e Candelaria Molfese – Juntos Somos Más – 2:57 (Eduardo Frigerio, Claudio Yuste)
7. Pablo Espinosa – Entre Tú y Yo – 3:24 (Eduardo Frigerio, Claudio Yuste)
8. Facundo Gambandé, Jorge Blanco, Nicolás Garnier, Rodrigo Velilla e Samuel Nascimiento – Are You Ready For The Ride? – 2:53 (Sebastian Mellino, Pablo Correa, Ezequiel Bauza)
9. Jorge Blanco, Nicolás Garnier e Rodrigo Velilla – Dile Que Si – 3:01 (Sebastian Mellino, Pablo Correa, Ezequiel Bauza)
10. Lodovica Comello e Martina Stoessel – Junto A Ti – 2:42 (Sebastian Mellino, Pablo Correa, Ezequiel Bauza)
11. Martina Stoessel e Pablo Espinosa – Tienes Todo – 3:49 (Sebastian Mellino, Pablo Correa, Ezequiel Bauza)
12. Candelaria Molfese, Lodovica Comello e Martina Stoessel – Veo Veo – 2:32 (Sebastian Mellino, Pablo Correa, Ezequiel Bauza)
13. Martina Stoessel – Habla Si Puedes – 3:33 (Sebastian Mellino, Pablo Correa, Ezequiel Bauza)
14. Elenco cast – Ven Y Canta – 2:49 (Sebastian Mellino, Pablo Correa, Ezequiel Bauza)

Durata totale: 41:35

### Edizione italiana
L'edizione pubblicata in Italia contiene, in aggiunta rispetto alla versione in lingua spagnola, due tracce in più e sono:
1. Martina Stoessel – Nel mio Mondo – 3:35 (Lorena Brancucci, Sebastian Mellino, Pablo Correa, Ezequiel Bauza) – Versione in lingua italiana di En mi mundo
2. Lodovica Comello – Ti Credo – 4:02 (Eduardo Frigerio, Claudio Yuste, Matteo Grenci) – Versione in lingua italiana di Te Creo

### Edizione brasiliana
L'edizione pubblicata in Brasile contiene, in aggiunta rispetto alla versione in lingua spagnola, una tracce in più ed è:
1. Mayra Arduini – Pelo Mundo – 1:05 – Versione in lingua portoghese del Brasile di En mi mundo

## Classifiche
| Classifica (2012) | Posizione massima |
| ----------------- | ----------------- |
| Italia            | 1                 |
| Belgio            | 61                |
| Spagna            | 2                 |
| Brasile           | 28                |
| Polonia           | 3                 |